# WWE Money in the Bank (2025)
Money in the Bank 2025 war eine Wrestling-Veranstaltung der WWE, die als Pay-per-View auf dem WWE Network, Peacock und Netflix ausgestrahlt wurde. Sie fand am 7. Juni 2025 im Intuit Dome in Inglewood, Kalifornien, Vereinigte Staaten statt. Es war die 16. Austragung des WWE Money in the Bank seit 2010. Die Veranstaltung fand zum ersten Mal in Kalifornien statt.

## Hintergrund
Im Vorfeld der Veranstaltung wurden fünf Matches angesetzt. Diese resultierten aus den Storylines, die in den Wochen vor dem Pay-Per-View bei Raw und SmackDown, den wöchentlichen Shows der WWE gezeigt wurden.

## Matches
| Matchart                                                       |                       |      |                                                                      | Zeit  |
| -------------------------------------------------------------- | --------------------- | ---- | -------------------------------------------------------------------- | ----- |
| Women’s Money-in-the-Bank-Ladder-Match                         | Naomi                 | bes. | Alexa Bliss, Roxanne Perez, Rhea Ripley, Giulia und Stephanie Vaquer | 25:12 |
| Singles-Match um die WWE Intercontinental Championship         | Dominik Mysterio (c)  | bes. | Octagon Jr.                                                          | 4:55  |
| Singles-Match um die WWE Women's Intercontinental Championship | Becky Lynch           | bes. | Lyra Valkyria (c)                                                    | 15:20 |
| Men’s Money-in-the-Bank-Ladder-Match                           | Seth Rollins          | bes. | Solo Sikoa, LA Knight, Penta, Andrade und El Grande Americano        | 33:40 |
| Tag-Team-Match                                                 | Cody Rhodes & Jey Uso | bes. | John Cena & Logan Paul                                               | 23:50 |

| Funktion      | Name            |
| ------------- | --------------- |
| Kommentatoren | Michael Cole    |
| Kommentatoren | Pat McAfee      |
| Kommentatoren | Wade Barrett    |
| Pre-Show      | Big E           |
| Pre-Show      | Peter Rosenberg |
| Pre-Show      | Vic Joseph      |
| Ringansagerin | Alicia Taylor   |

## Besonderheiten
- Seth Rollins gewann das Money-in-the-Bank-Ladder-Match, was ihn somit zu einen zweimaligen Money-in-the-Bank Sieger macht. Dies hatte zuvor nur CM Punk geschafft.